# Юйцзян
Юйцзян (кит. 郁江) — река в южном Китае, в Гуанси-Чжуанском автономном районе. Начинается от слияния рек Цзоцзян и Юцзян к западу от Наньнина, после чего течёт на восток и возле Гуйпина сливается с рекой Цяньцзян, образуя реку Сюньцзян. Длина — 1152 км. Имеет важное значение для судоходства в Южном Китае.